# Niveau de condensation par convection

Émagramme qui montre que T soulevé le long de l'adiabatique sèche et à rapport de mélange constant nous permet de trouver le NCC et donc la hauteur de la base d'un cumulus

Le niveau de condensation par convection (NCC) est la hauteur dans l’atmosphère où le niveau de condensation est atteint par suite de convection de l'air à partir de la surface terrestre. Il se distingue ainsi du niveau de condensation par ascension où la condensation provient d'un soulèvement mécanique de l'air.
Le NCC sert à déterminer de la hauteur de la base des nuages convectifs qui est importante dans des domaines aussi divers que la planification en aviation générale, la prévision des ascendances thermiques en vol à voile et le calcul du potentiel orageux.

## Principe
Une parcelle d'air réchauffée au sol devient moins dense que l'air de l'environnement et s'élève par poussée d'Archimède. À mesure qu'elle monte, elle se refroidit adiabatiquement. La vapeur d'eau contenue dans le volume se transforme en gouttelettes quand la parcelle atteint la température de saturation. 
Lors d'une journée ensoleillée, ce niveau est celui de la base des nuages convectifs qui se développent. Il peut être calculé en utilisant un diagramme thermodynamique comme le téphigramme ou l'émagramme, là où la ligne du gradient thermique adiabatique sec, venant de la température de surface prévue, rencontre la ligne de rapport de mélange de l'air soulevé.

## Calculs théorique et pratique
La figure ci-contre représente un diagramme thermodynamique qui utilise T la température de l'air au sol, {\displaystyle T_{d}} le point de rosée. On intersecte la courbe de mélange partant de {\displaystyle T_{d}} et la courbe adiabatique sèche partant de T. Le point d'intersection correspond à l'altitude b de la base du nuage convectif lors d'un réchauffement diurne. 
Le premier à écrire sur le sujet fut le météorologue américain James Pollard Espy. Le calcul théorique est complexe et est présenté dans l'article Détermination de la base des cumulus. Cependant, une formule approchée est donnée par la FAA. Elle est la suivante :
{\displaystyle b=k\times (T-T_{d})} où k = 400 pieds / ⁰C.
Par exemple si {\displaystyle T-T_{d}=15^{0}C}, alors b= 400 pieds / K × 15 K = 6 000 pieds = 1,8 km.

## Utilisations
Le niveau de condensation par convection donne la base des nuages lors du réchauffement diurne. Elle permet donc :
- D'estimer la limite supérieure de vol pour un pilote à moteur en vol à vue et de choisir un niveau de vol confortable qui est au minimum 500 pieds au-dessous des nuages ;
- Pour un planeur de prévoir la longueur du vol plané maximale entre deux ascendances thermiques (plus le NCC est élevé moins il y a de chance de se trouver au sol avant une nouvelle bulle thermique) ;
- De calculer la température où se développeront les nuages convectifs avec l'humidité ambiante, et ainsi de prévoir à quel moment de la journée pourrait se former des averses ou des orages.